# August Desmedt
August Desmedt (Minderhout, 31 januari 1860 - Mechelen, 27 februari 1940) was Kanunnik Titularis der Metropolitane Kerk van den Heilige Rumoldus, Nationaal Directeur van den Priestermissiebond en Voorzitter van de Nationale Raad van de Voortplanting des Geloofs.

## Levensloop
Hij werd geboren als derde kind in het gezin van Jan Frans Desmedt en Maria Eisabeth Van Tichelt. Zijn broer was Alfons Desmedt. Vijf van de tien kinderen uit het gezin werden geestelijken.
Hij bouwde als geestelijke een carrière uit als leraar en vervolgens superior aan het Klein Seminarie in Hoogstraten, deken in Herentals, rector van de Nationale Basiliek van het Heilig Hart in Koekelberg en ten slotte titulair kanunnik van het Sint-Romboutskapittel in Mechelen waar hij ook de functies had van Directeur van de Missionaire Unie van de Clerus en Voorzitter van de Nationale Raad van respectievelijk de Pauselijke Missiewerken “Missio” en van het Liefdeswerk van de Heilige Apostel Petrus.
Hij stierf in 1940 in Mechelen en werd begraven op het kerkhof van zijn geboortedorp, Minderhout.